# Shivers (videogioco)
Shivers è un'avventura grafica sviluppata e pubblicata dalla Sierra On-Line nel 1995. Il videogioco venne sviluppato per Microsoft Windows e Mac OS e l'ambientazione è prettamente horror, in stile Piccoli brividi.

## Storia
A causa di una scommessa fatta con gli amici il protagonista deve passare una notte intera dentro il museo abbandonato del professor Windlenot, mai aperto al pubblico dove in passato sono scomparsi due adolescenti. Esplorando questo suggestivo edificio, il protagonista si imbatterà ad un certo punto nel fantasma del professor Windlenot, anch'egli morto in strane circostanze proprio nel suo museo, e scoprirà che esso è infestato da dieci demoni elementali, chiamati "Ixupi". Questi malvagi demoni hanno il potere di risucchiare la linfa vitale da coloro che si imbattono in loro, lasciando alla fine un corpo putrefatto. Il giocatore dovrà riuscire a sigillarli per sempre in dieci amuleti, cercando di sopravvivere.

## Modalità di gioco
Shivers è diverso da ogni altra avventura grafica pubblicata dalla Sierra, per molti motivi. Anzitutto, non è presente un sistema di inventario, in quanto il nostro personaggio può portare con sé solo un amuleto alla volta. In più, ha un quantitativo di salute prefissato all'inizio del gioco, che diminuisce ogni volta che viene attaccato da un Ixupi senza avere l'amuleto necessario a catturarlo. Quando la salute si esaurisce, il gioco termina con la morte del protagonista. Ci sono moltissimi oggetti all'interno del museo con cui si può interagire, ed altrettanti enigmi da risolvere per poter procedere. Ogni amuleto necessario a catturare un Ixupi è formato da un contenitore e da un coperchio, i quali sono nascosti per tutto il museo e cambiano la loro posizione ogni volta che si inizia una nuova partita (stratagemma che consente la rigiocabilità del titolo). Ogni volta che il giocatore trova un indizio utile alla risoluzione di un enigma, viene sbloccato un "flashback" nel menù di pausa che permette di rivederlo ogni volta che si desidera. È presente un punteggio che aumenta tutte le volte che si risolve un enigma, si legge un testo, si osserva un oggetto e, naturalmente, si cattura un Ixupi.
Visto il discreto successo venne sviluppato un seguito, Shivers 2: Harvest of Souls.